# Kalmar Öland Airport
Kalmar flygplats (IATA: KLR, ICAO: ESMQ) är en regional flygplats och ligger cirka 4 kilometer väster om Kalmar centrum strax intill väg E22. Driftbolaget marknadsför flygplatsen som Kalmar Öland Airport. Frekvensen till flygledartornet är 130,805 MHz.

## Historia och nutid
Flygplatsen är en före detta militär flygbas, och har sin rötter och historia från Kalmar flygflottilj (F 12), som sattes upp den 1 juli 1942 vid Stora Törneby gård väster om Kalmar. Egendomen hade förvärvats av Kalmar stad år 1937, med tanke på en framtida flygplats. Under år 1940 förhörde sig Flygvapnet om att få ta den då påtänkta flygplatsen i anspråk för militärt bruk. Efter ett snabbt beslut drätselkammaren, kom Kalmar stad att överlåta hela Törneby egendom utan kostnad Kunglig Maj:t och Kronan. Vilken fick full äganderätt så länge permanent militär verksamhet skulle bedrivas där. Utöver Törneby, köpte staten även delar av Ebbetorp, Elverslösa och Skogstorp. I samband med att flottiljen omorganiserades till jaktflottilj år 1947, anlades den första permanentbelagda rullbana, vilken var färdig att ta i bruk år 1948. Den 14 april 1957 öppnades flottiljens bana 05-23 på försök för civiltrafik. Då Linjeflyg startade sin första reguljära linje, Stockholm - Kalmar. I november 1961 beslutade regeringen att flottiljflygplatser får användas för civiltrafik. Kalmar flygplats blev med det första flottiljflygplats i Sverige att även användas civilt.
Våren 1975 beslutade riksdagen om en avveckling av de två flottiljadministrationerna Södermanlands flygflottilj (F 11) i Nyköping och Kalmar flygflottilj (F 12). Flottiljens markinnehav i Kalmar utgjorde vid den tidpunkten cirka 400 hektar. Vidare disponerades ett markstridsområde om cirka 275 hektar, ungefär 30 km sydväst om Kalmar, samt målplatsen på Öland som omfattar cirka 275 hektar arrenderad mark. Flottiljen hade två rullbanor, en i nordväst—sydostlig riktning (2 300 m lång) och en i nordost—sydvästlig riktning (2 000 m lång). Flottiljen sysselsatte då 370 personer och cirka 400 värnpliktiga.
Efter att flottiljen avvecklades den 30 juni 1980, övergick kvarvarande verksamhet inom flottiljområdet som detachement till Blekinge flygflottilj (F 17). Kvar i Kalmar fanns flygverkstaden och Väderskolan. I samband med försvarsbeslutet 1982 överfördes Väderskolan från den 1 januari 1983 till Krigsflygskolan (F 5), och flygverkstaden i Kalmar och annan kvarvarande verksamhet på flottiljområdet avvecklades i sin helhet.
Efter att Flygvapnet lämnat flygplatsen övertogs den och drevs av Luftfartsverket (LFV), och sedan dess används flygplatsen enbart för civilt flyg. En helt ny terminal invigdes i augusti 1984 på fd F12:s område.
Den 1 januari 2007 övertog Kalmar kommun driften av flygplatsen och har sedan dess fortsatt driften av flygplatsen genom bolaget Kalmar Airport AB. Driftbolaget kallar sedan februari 2013 flygplatsen Kalmar Öland Airport.

## Destinationer och flygbolag

### Reguljära destinationer
| Flygbolag                            | Destinationer                                  |
| ------------------------------------ | ---------------------------------------------- |
| Scandinavian Airlines utförs av BRA. | Stockholm-Arlanda från och med 27 januari 2025 |
| Air Dolomiti på uppdrag av Lufthansa | Frankfurt sommartid                            |

SAS flyger främst med ATR 72 till Arlanda.  Air Dolomiti flyger främst med Embraer 175.

### Charterdestinationer
| Flygbolag                                        | Destinationer                                                                                       |
| ------------------------------------------------ | --------------------------------------------------------------------------------------------------- |
| Ving/Fritidsresor, flygs av Air Europa           | Gran Canaria [7 oktober 2011-7 april 2012], Teneriffa [21 oktober 2011-10 januari 2012] (2011-2015) |
| Ving/Fritidsresor, flygs av Freebird Airlines    | Antalya [22 maj-6 juni 2012]                                                                        |
| Ving/Fritidsresor, flygs av Sun Express          | Antalya [september 2012]                                                                            |
| Ving/Fritidsresor, flygs av Air Europa           | Mallorca [10 augusti-28 september 2012]                                                             |
| Ving/Fritidsresor, flygs av Thomas Cook Airlines | Chania [26 april-27 september 2012]                                                                 |

Researrangörer: 
Fritidsresor och
Ving

## Övrigt flyg
År 1945 bildades här den lokala flygklubben Kalmar Flygklubb. Där man kan ta sitt flygcertifikat i klubbens flygskola. På flygplatsen huserar också Kalmar Segelflygklubb som har funnits sedan mitten på 1940-talet.
Det förekommer också affärs-, taxi- samt privatflyg.

## På flygplatsen
Informationsdisken är belägen i avgångshallen.
I avgångshallen finns även restaurang (landside) och taxfreebutik (airside).

## Till och från Kalmar flygplats
- Buss - Kalmar länstrafik linje 402 förbinder flygplatsen med Kalmar centrum.
- Taxi och Flygtaxi (förbokas) finns att tillgå.
- Biluthyrning finns att tillgå.
- Korttids- och långtidsparkering finns.
- För charterresenärer finns en särskild parkering.

## Statistik
Sökfråga på wikidata efter rådata.

### Webbkällor
- ”Kalmar Flygflottilj”. kalmarlexikon.se. Arkiverad från originalet den 27 september 2014. https://archive.is/20140927131305/http://www.kalmarlexikon.se/k/kalmar-flygflottilj/. Läst 26 november 2014.
- ”Regeringens proposition 1975:75”. riksdagen.se. http://www.riksdagen.se/sv/Dokument-Lagar/Forslag/Propositioner-och-skrivelser/prop-197575-Regeringens-propo_FY0375/. Läst 22 november 2014.
- ”Kronologi över flyget i Sverige 1950–1959”. flyghistoria.org. Arkiverad från originalet den 19 november 2015. https://web.archive.org/web/20151119171608/http://www.flyghistoria.org/kronologi/1950_1959.pdf. Läst 22 november 2014.
- ”Kronologi över flyget i Sverige 1960–1969”. flyghistoria.org. Arkiverad från originalet den 22 november 2015. https://web.archive.org/web/20151122101808/http://www.flyghistoria.org/kronologi/1960_1969.pdf. Läst 22 november 2014.